# Pangrapta dentilineata
Pangrapta dentilineata är en fjärilsart som beskrevs av John Henry Leech 1900. Pangrapta dentilineata ingår i släktet Pangrapta och familjen nattflyn. Inga underarter finns listade i Catalogue of Life.